# Luigi Tansillo
Luigi Tansillo, né en 1510 à Venosa (province de Potenza) et mort le 1er décembre 1568 à Teano (province de Caserte), dit parfois en français Louis Tansille ou Le Tansille, était un poète italien de la Renaissance. Il est connu surtout pour ses poèmes Il Vendemmiatore (le vendangeur), traduit par Claude-François-Xavier Mercier de Compiègne sous le titre Jardin d'Amour ou le Vendangeur (1798) et Le lagrime di San Pietro, d'inspiration religieuse, avec lequel il adhère au nouveau climat de la Contre-Réforme. Ce cycle de madrigaux spirituels a été mis en musique par Roland de Lassus (1594, éd. 1595).

## Biographie
Né vers l’année 1510, à Venosa d’une ancienne famille originaire de Nola, il s’attacha au sort de la maison de Tolède et servit avec distinction sous les ordres de don Garcia, fils de don Pedre, vice-roi de Naples. Poète et soldat, il employa ses premières années à l’étude et à la guerre, ce qui l’empêcha de se livrer avec beaucoup d’assiduité à la composition de ses ouvrages, dont la perfection est moins le résultat du travail que le fruit spontané d’un talent richement doté par la nature. Dans le dialogue intitulé Il Gonzaga, le Tasse place cet écrivain au nombre des meilleurs poètes de son temps, et l’on ne peut que souscrire à un pareil suffrage ; mais il n’en est pas de même de ceux qui prétendent élever Tansillo au-dessus de Pétrarque. Ces jugements, dictés par la passion, s’ils ne le sont pas par l’ignorance, ne font qu’abaisser les hommes qu’on essaie d’agrandir. Que dire aussi de Stigliani, qui soutient que son compatriote a été volé par Marini, à qui il a inspiré les plus beaux concetti ? La première production de Tansillo fut un poème, qui, tout en blessant les mœurs, jeta les fondements de la réputation littéraire de l’auteur. Nulle part peut-être la tradition des anciens usages ne s’est si bien conservée que dans quelques provinces du royaume de Naples. Cette liberté ou plutôt cette licence de parler qu’à une certaine époque de l’année les Romains accordaient à leurs esclaves, et qui a fourni à Horace l’une de ses plus belles satires, était jadis autorisée pendant les vendanges à Nola, non loin du berceau des Atellanes. Alors toute distinction d’âge, de sexe, de rang s’effaçait, et le dernier des paysans se permettait d’adresser aux passants les traits les plus mordants et les plus licencieux. Ce fut pour solenniser ces orgies que le poète composa le Vendemmiatore, où, sous le voile d’une allégorie piquante, il alarme la pudeur, sans lui porter ouvertement des atteintes. Ce poème, écrit dans l’automne de 1534, parut cette année même, malgré la défense qui en avait été faite à celui qui était chargé d’en garder le manuscrit. Cette imprudence eut des suites fâcheuses pour l’auteur, dont l’existence était d’ailleurs fort agréable. En 1539, il suivit don Garcia en Sicile, ou l’on préparait des fêtes pour célébrer le mariage de doña Antonia Cardona avec ce seigneur espagnol. Tansillo augmenta l’éclat de cette pompe par un intermède, représenté avec une magnificence extraordinaire à Messine. Le théâtre fut dressé sur deux galères jointes par une plateforme, amarrées près du rivage et toutes pavoisées de drapeaux. La description de ce spectacle nous a été conservée par un historien contemporain, dont le récit a induit en erreur Fontanini, qui, n’ayant jamais vu cette pièce, a imaginé que c’était une pastorale intitulée Tircis, et que l’on devait regarder comme le premier essai de ce genre en Italie ; mais le savant Apostolo Zeno a prouvé d’une manière péremptoire que ce poème, que l’on croyait perdu et dont il possédait un exemplaire, n’était autre chose qu’un « long dialogue dramatique », à peu près comme la Cecaria d’Épicure, qui aurait des titres bien plus incontestables à passer pour l’inventeur du drame pastoral, si l’on n’en trouvait déjà des traces dans quelques scènes de l’Orphée de Politien. En 1551, Tansillo fit partie de l’expédition que Charles Quint dirigeait contre Tunis, et il combattit à côté de don Garcia de Tolède, sous les murs de l’ancienne ville d’Aphrodisium, qui fut emportée d’assaut. En s’associant aux exploits de son protecteur, il ne laissait échapper aucune occasion de l’amuser et de le distraire, ce qui faisait dire à ce prince qu’il avait à son service un Homère et un Achille réunis dans la même personne. Tansillo reconnut cette faveur par l’honorable mention qu’il fit de son Mécène dans plusieurs endroits de ses ouvrages. Ce poète, d’un caractère doux et de mœurs irréprochables, ne put se soustraire aux rigueurs de l’inquisition, qui mit tous ses vers à l’index. Le seul ouvrage qui méritât cette rigueur était le Vendemmiatore, qu’il tâcha de se faire pardonner par un nouveau poème intitulé le Lagrime di San Pietro, dont le sujet indique assez le but. Cette composition, d’un cadre trop vaste pour être rempli, fut précédée par une canzone adressée à Paul IV, et dans laquelle le poète implorait son pardon par d’humbles supplications et par le plus sincère repentir. L’effet de cette pièce surpassa l’attente de l’auteur, qui eut la satisfaction de voir son nom disparaître entièrement de la réimpression de l’Index, où l’on aurait pu sans injustice laisser le Vendenmiatore.

Les Poèmes de Tansillo les plus estimés sont : Il podere et la Balia (la Ferme et la Nourrice). Dans le premier, il donne des instructions pour le choix et l’entretien d’une maison de campagne, et dans l’autre, il recommande aux mères de nourrir elles-mêmes leurs enfants. Ces deux ouvrages, remarquables par la correction du style et par la beauté des détails, restèrent longtemps ignorés après la mort de l’auteur, sur la date de laquelle on a beaucoup disputé. Tandis que Zeno la plaçait à l’année 1569, Crescimbeni la disait arrivée en 1571 et Tiraboschi en 1596. On s’était généralement attaché à l’opinion du premier, soutenue par le témoignage d’Ammirato, qui, dans ses Opuscoli, raconte avoir laissé, en 1569, Tansillo vieux et malade à Gaète, y exerçant les fonctions de gouverneur ; mais ces calculs ont été redressés par Tafuri, qui a prouvé que ce poète mourut à Teano, dans le royaume de Naples, le 1er décembre 1568. On voit encore son tombeau dans l’église de l’Annonciade de la même ville. Contemporain de Bembo, de Casa, de l’Arioste, d’Annibal Caro, des deux Tasse, Tansillo ne le cède peut-être à aucun des écrivains de ce grand siècle par la grâce du style, l’harmonie des vers, le choix des expressions.

## Œuvres
Ses ouvrages sont : 
- Il Vendemmiatore, Naples, 1534, in-4° ; 1538, in-8° ; Venise, 1549, in-4°. Ce poème, qui n’a que cent quatre-vingt-trois octaves, a été quelquefois réimprimé sous le titre suivant : Stanze di coltura sopra gli orti delle donne (sans lieu ni nom d’imprimeur), 1537, in-8°. Il existe des éditions où les vers de Tansillo sont confondus avec d’autres poèmes, parmi lesquels celui qui est intitulé Stanze in lode della Menta, attribué mal à propos au même auteur. Le Vendemmiatore a été traduit en français par Grainville, Paris, 1792, in-12, et dédié aux jeunes fillettes qui comptent leur seizième printemps, avec cette épigraphe, tirée de la Métromanie :

« La mère en prescrira la lecture à sa fille. »

La seconde version intitulée le Jardin d’amour, ou le Vendangeur, ibid., an 6 (1798), in-12, fig., avec le texte, appartient à Mercier (de Compiègne), qui, répondant d’avance aux reproches qu’on eût pu lui adresser, cite l’exemple de St-Augustin « qui édifiait l’Église et scandalisait fort sa bonne mère ». D’ailleurs il a cru nécessaire de se charger de ce travail, dans un moment où « le Capitole renaissait des cendres du Vatican ».
- Le Lagrime di San Pietro, Vico, Cacchi, 1585, in-4°. Les quarante-deux premières stances de ce long poème, qui n’a pas moins de quinze chants, parurent à Venise, 1560, in-8°, et furent attribuées au cardinal Pucci ; mais cette production, d’un mérite inégal, appartient sans contestation à Tansillo, qui y avait employé vingt-quatre ans, sans pouvoir la terminer. L’édition de 1585 est très-fautive. On lui préfère celle de Venise, 1606, in-4°, con gli argomenti e le allegorie di Lucrezia Marinella, ed un discorso in fine di Tommaso Costo ; imité en français par Malherbe, Paris, 1587, 1588, in-4° ; traduit en espagnol par le P. Damien Alvarez, Naples, 1613, in-12.
- I due Pellegrini, Naples, Scoriggio, 1631, in-4°, très-rare. C’est la pièce qui a fait passer Tansillo pour l’inventeur du drame pastoral. Crescimbeni, Fontanini et quelques autres l’ont désignée arbitrairement sous le titre de Tircis.
- Sonetti e Canzoni, Bologne, 1711, in-12 ; 5° La Balia, poemetto con annotazioni di Gio. Anto. Ranza, Verceil, 1767, in-4°, poème en trois chants et en tercets ; trad. en vers anglais par W. Roscoe, Dublin, 1800, in-12 ; 3e édit., avec le texte et une Notice sur Tansillo ;
- Il Podere, Turin, 1769, in-12 ; Venise, 1770, in-8°, poème en trois chants et en tercets ;
- Capitolo in lode del tingersi i capelli, Naples, 1820, in-4°. Ce petit poème, adressé à Simone Porzio, a été publié par le marquis Villarosa, à l’occasion d’un mariage.
- Deux Recueils, dont l’un intitulé Opere, Venise, 1738, in-4°, et l’autre, Poesie, Londres (Livourne), 1782, in-12. C’est le premier qui est le plus complet.

## Le Vendangeur
Le Vendangeur est l'œuvre la plus célèbre de ce poète. Lorsqu'il parut, en 1534, son poème (décrivant une tradition locale des habitants de Nole, près de Naples) fut condamné par Rome qui en avait interdit la publication après lecture du manuscrit. Cette imprudence eut des suites facheuses pour Tansillo. Son travail est souvent comparé favorablement avec Pétrarque.
Le Vendangeur de Tansillo lançait aux grandes dames napolitaines des railleries pleines d'allusions licencieuses. Cela relevait d'une tradition locale implantée à Nole, près de Naples. Pendant la période des vendanges, les habitants avaient coutume d'abuser de ce qu'Horace appelait la libertas decembris. Ivres de vin nouveau, ils accablaient de grossièreté les femmes de qualité et les seigneurs qu'ils rencontraient dans les campagnes. Le poème raconte cette période de boire et de débauche pendant le temps de la récolte du raisin.

## Publications
- Il Vendemmiatore. Naples, 1534.
- Le Lagrime di San Pietro. Venetia. Appresso Giancomo Vincenti. 1589.
- La Balia Poemetto...con annotazioni da Gio. Antonio Ranza. Vercelli, Presso il Panialis, 1767. Un des premiers poèmes pédiatriques, découvert dans les manuscrits par Ranza quelque deux siècles après la mort de son auteur en 1569. Le poème est un appel pour l'allaitement maternel, et paraît avoir été incité par une maladie de sa femme après s'être abstenu d'allaiter son propre enfant.
- The Nurse, A Poem translated from the Italian. Liverpool: J.McCreery for Cadell and Davis, 1798. Traduit par William Roscoe. Dans la préface, Roscoe fournit une biographie de Tansillo, en faisant référence à ce poème comme "le travail d'un des esprits les plus clairs dans cette constellation de génies apparu en Italie au XVie siècle, et qui diffusa une lumière permanente sur la littérature...."
- Le jardin d’amour, ou le vendangeur, poème traduit littéralement de l’italien, par Claude-François-Xavier Mercier de Compiègne. Paris: Les Marchands de Nouveautés, An VI, 1798. Dans l'édition courante, Mercier fournit sa version française en face de l'original italien.